# Myriaporidae
Myriaporidae zijn een familie van mosdiertjes uit de orde Cheilostomatida en de klasse van de Gymnolaemata.

## Geslachten
- Leieschara M.Sars, 1863
- Myriapora de Blainville, 1830
- Myriozoella Levinsen, 1909

Niet geaccepteerde geslachten:
- Myriozoon Ehrenberg, 1834 → Myriapora de Blainville, 1830
- Myriozoum Donati, 1750 → Myriapora de Blainville, 1830
- Truncularia Wiegmann & Ruthe, 1832 → Myriapora de Blainville, 1830